# Moscheea Aziziye
Moscheea Aziziye este o moschee din orașul Konya, din Turcia. Numele ei vine de la sultanul Abdul-Aziz, fondatorul ei.

## Istorie și arhitectură
Construcția moscheii a avut loc între anii 1872-1874, din ordinul sultanului Abdul-Azis și al mamei sale. Ea este un amestec de arhitectură otomană și baroc european. Minaretele sunt în număr de două și sunt construite într-un stil unic, nemaivăzut în Turcia, balcoanele fiind susținute de acoperiș prin niște coloane micuțe. 
Sala de rugăciune este una mare, de formă pătrată și este acoperită de un dom. Domul este înconjutat de mai multe semidomuri pătrate. O altă caracteristică unică la moschee este faptul că ferestrele sunt mari cât ușile.

## Galerie de imagini

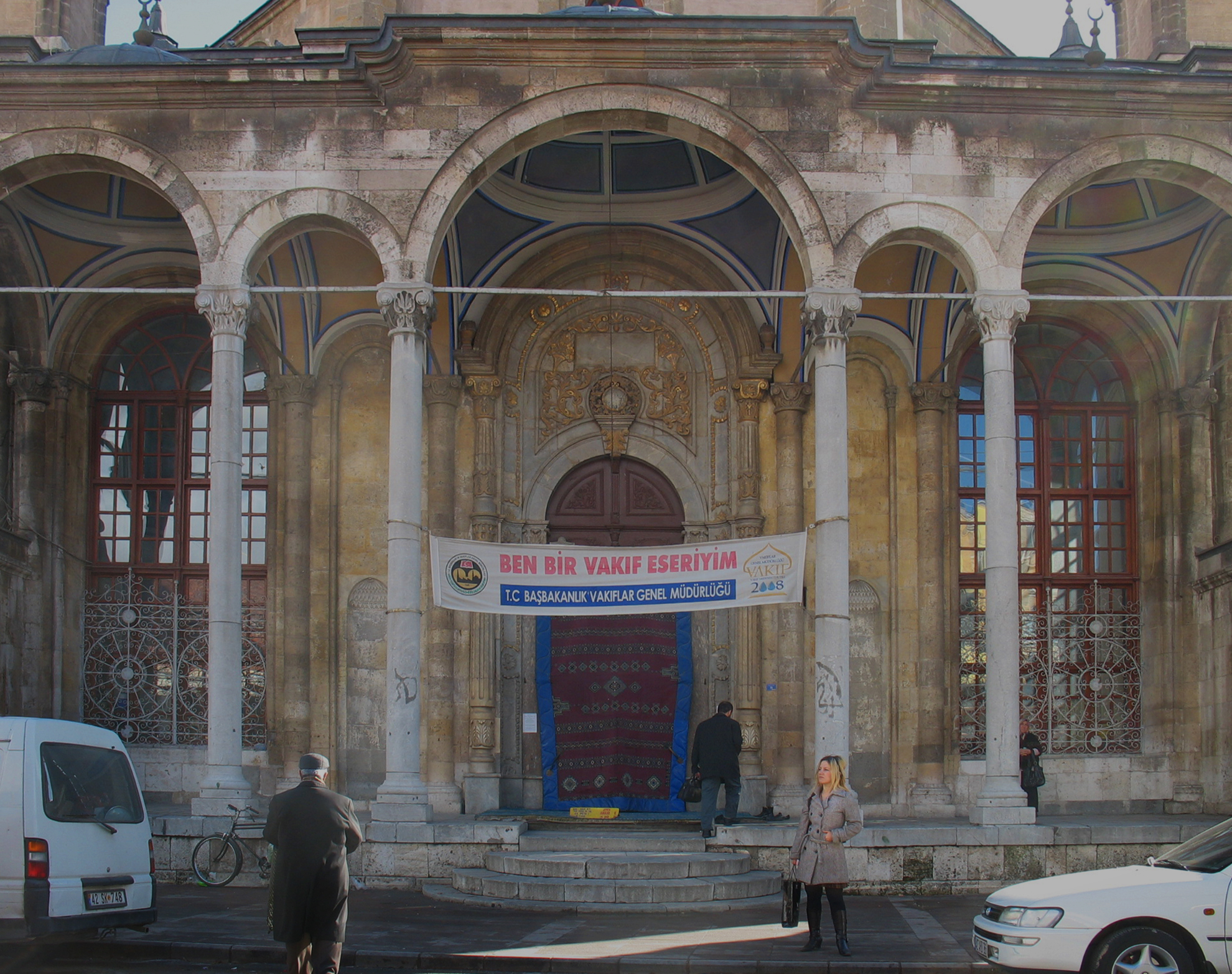
Intrarea.
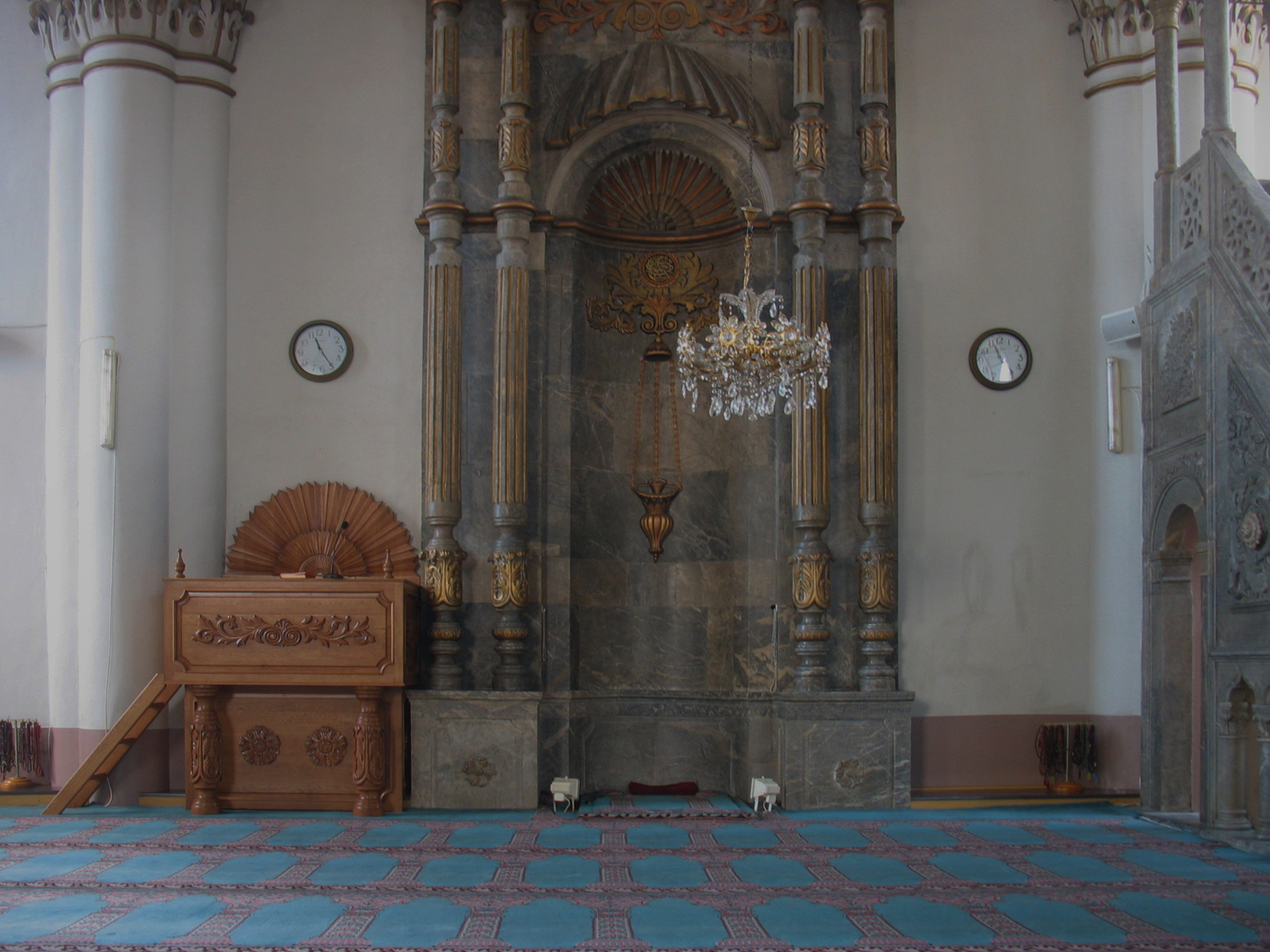
Mihrabul.